# Marocco ai Giochi della XXVII Olimpiade
Il Marocco partecipò ai Giochi della XXVII Olimpiade, svoltisi a Sydney, Australia, dal 15 settembre al 1º ottobre 2000, con una delegazione di 55 atleti impegnati in nove discipline.

## Medaglie

### Per discipline
| Sport            | Oro | Argento | Bronzo | Totale |
| ---------------- | --- | ------- | ------ | ------ |
| Atletica leggera | 0   | 1       | 3      | 4      |
| Pugilato         | 0   | 0       | 1      | 1      |
| Totale           | 0   | 1       | 4      | 5      |

### Medaglie
| Medaglia | Nome               | Sport            | Evento         |
| -------- | ------------------ | ---------------- | -------------- |
| Argento  | Hicham El Guerrouj | Atletica leggera | 1 500 m piani  |
| Bronzo   | Brahim Lahlafi     | Atletica leggera | 5 000 m piani  |
| Bronzo   | Ali Ezzine         | Atletica leggera | 3 000 m siepi  |
| Bronzo   | Nouzha Bidouane    | Atletica leggera | 400 m ostacoli |
| Bronzo   | Tahar Tamsamani    | Pugilato         | Pesi piuma     |

## Risultati

### Calcio
- Uomini

| Atleta | Classifica |                    |
| --- | --- | ------------------ |
| V · D · M Nazionale olimpica marocchina · Calcio ai Giochi Olimpici Estivi 2000 1 El Jarmouni · 2 Nater · 3 Roumani · 4 Ouchla · 5 Chbouki · 6 El Brazi · 7 Kharbouch · 8 Oulmers · 9 Zairi · 10 El Assas · 11 El Moubarki · 12 El Khattari · 13 Kacemi · 14 Bassir · 15 Safri · 16 Benkouar · 17 Aboub · 18 Bagui · 20 El Barodi · CT : El Khider | 16° |                    |
| Nazionale olimpica marocchina · Calcio ai Giochi Olimpici Estivi 2000 | |                    |
| 1 El Jarmouni · 2 Nater · 3 Roumani · 4 Ouchla · 5 Chbouki · 6 El Brazi · 7 Kharbouch · 8 Oulmers · 9 Zairi · 10 El Assas · 11 El Moubarki · 12 El Khattari · 13 Kacemi · 14 Bassir · 15 Safri · 16 Benkouar · 17 Aboub · 18 Bagui · 20 El Barodi · CT: El Khider                                                                                  | 1 El Jarmouni · 2 Nater · 3 Roumani · 4 Ouchla · 5 Chbouki · 6 El Brazi · 7 Kharbouch · 8 Oulmers · 9 Zairi · 10 El Assas · 11 El Moubarki · 12 El Khattari · 13 Kacemi · 14 Bassir · 15 Safri · 16 Benkouar · 17 Aboub · 18 Bagui · 20 El Barodi · CT: El Khider | Marocco (bandiera) |